# Salesville, Arkansas
Salesville là một thành phố thuộc quận Baxter, tiểu bang Arkansas, Hoa Kỳ. Năm 2010, dân số của thành phố này là 450 người.

## Dân số
- Dân số năm 2000: 437 người.
- Dân số năm 2010: 450 người.